# Aleksa Jugović
Aleksa Jugović (nacido el 30 de marzo de 1995 en Leskovac, Distrito de Jablanica) es un baloncestista serbio que actualmente juega en el Real Canoe Natación Club Baloncesto Masculino de la Liga LEB Oro. Con 1,91 de estatura, juega en la posición de escolta.

## Trayectoria deportiva
Es un baloncestista serbio formado en la cantera de Partizan de Belgrado, y su buena actuación en el Europeo U18 de 2013 con Serbia (8 puntos, 3 rebotes y 3 asistencias por partido) hizo que saltara a EE. UU. para compaginar baloncesto y estudios, haciendo escala primero en Hamilton Heights, donde trabajó hasta conseguir ofertas NCAA, siendo reclutado por Tennessee Tech Golden Eagles, donde estuvo de 2014 a 2018. En la temporada 2017-18, en su última temporada en Tenneessee, promedio 30 minutos por partido con una media de 12 puntos y con unos porcentajes de 45.7% de dos, un 41,4% de tres, un 85,7% de tiros libres, 2.3 rebotes, 2,5 asistencias.
En verano de 2018, firma por el Real Canoe Natación Club Baloncesto Masculino por una temporada para hacer su debut profesional en Liga LEB Oro.